# Marmosops dorothea
Marmosops dorothea är en pungdjursart som först beskrevs av Oldfield Thomas 1911. Marmosops dorothea ingår i släktet Marmosops och familjen pungråttor. Inga underarter finns listade.
I genomsnitt når arten en kroppslängd (huvud och bål) av 15,0 cm och en svanslängd av 15,8 cm. Bakfötterna är cirka 1,8 cm lång och öronen är ungefär 2,0 cm stora. Marmosops dorothea har brun päls på ovansidan och undersidans päls bildas av hår som är gråa nära roten och krämfärgade vid spetsen. Fram till 1989 var endast två honor kända.
Pungdjuret förekommer i nordöstra Bolivia och listas inte av IUCN. Marmosops dorothea listas där som synonym till Marmosops noctivagus.